# أبو بكر حيدر عبد الله
أبو بكر حيدر عبد الله، من مواليد 28 أغسطس 1996، هو عداء مسافات متوسطة قطري من أصل سوداني.
شارك في سباق 800 متر للرجال في دورة الألعاب الأولمبية الصيفية 2016.